# 階梯算符
在線性代數中（以及其在量子力學中的運用），升算符或降算符——集合起來稱為階梯算符——為可以將另一算符的本徵值分別做增加或減少的算符。在量子力學中，有時候升算符稱為創生算符，而降算符稱為消滅算符。階梯算符在量子力學中的著名應用是出現在量子諧振子以及角動量的形式中。
假設一阶梯算符X與一任意算符N有對易關係如下：
{\displaystyle [N,X]\equiv NX-XN=cX\,}
c為某一純量。則算符X的作用會表現為：將算符N的一個本徵態{\displaystyle |n\rangle }，其本徵值移動了c：
| {\displaystyle NX\|n\rangle } | {\displaystyle {}=(XN+[N,X])\|n\rangle }       |
|                               | {\displaystyle {}=(XN+cX)\|n\rangle }          |
|                               | {\displaystyle {}=XN\|n\rangle +cX\|n\rangle } |
|                               | {\displaystyle {}=Xn\|n\rangle +cX\|n\rangle } |
|                               | {\displaystyle {}=(n+c)X\|n\rangle }           |

換句話說，若{\displaystyle |n\rangle }是算符{\displaystyle N}的一個本徵態，帶有本徵值n，則{\displaystyle X|n\rangle }也是N的一個本徵態，帶有本徵值n + c。對N來說，升算符是一個算符X使得c是正實數，而降算符則是使c是負實數。若N是厄米算符（Hermitian operator），則c必須要是實數，而X的厄米伴算符（Hermitian adjoint）X†遵守如下對易關係：
{\displaystyle [N,X^{\dagger }]=-cX^{\dagger }\,}。特別是若X對N來說是降算符，則X†對N來說會是個升算符，反之亦然。